# Roberta Tatafiore
(Roberta Tatafiore)
Roberta Anna Antonietta Tatafiore (Foggia, 22 gennaio 1943 – Roma, 14 aprile 2009) è stata un'attivista e scrittrice italiana, femminista e libertaria, poetessa e studiosa del fenomeno della prostituzione e della sessualità femminile. Laureata in sociologia, si è occupata dei rapporti annuali sulla pornografia per l'Eurispes.

## Biografia
Nata nel 1943, inizia l'attività di giornalista negli anni in cui, assieme a Rossana Rossanda, frequentava il Centro Studi Virginia Woolf. Con Maria Adele Teodori, giornalista e scrittrice radicale, fondarono Lucciola, mensile dedicato ai diritti civili delle prostitute, organo del Comitato per i diritti civili delle prostitute.
Ha collaborato con L'Unità, Noi donne, il manifesto e, nei suoi ultimi anni, anche con il Giornale, Libero, il Foglio e con il Secolo d'Italia dove ha tenuto insieme ad Isabella Rauti la rubrica Thelma & Louise.
Roberta Tatafiore è stata sposata, dal 1970 al 1976, con l'artista Paolo Cotani (1940-2011).
È stata in Italia la curatrice e traduttrice del best seller tedesco Christiane F. - Noi, i ragazzi dello zoo di Berlino, autobiografia di Christiane Vera Felscherinow, ragazza che si prostituì per sostenere la propria tossicodipendenza.
È morta suicida il 14 aprile 2009 in seguito all'assunzione, l'8 aprile, di un mix di alcol e barbiturici in un hotel del quartiere Esquilino, a Roma, non lontano da casa sua (nella quale, come si apprende nel suo diario postumo, Roberta non vi voleva morire). La morte è sopravvenuta all'ospedale S. Giovanni di Roma, dopo sei giorni di coma.
Poco prima di recarsi in hotel per suicidarsi, Roberta ha spedito a cinque persone amiche, cinque chiavette elettroniche contenenti il suo diario (pubblicato postumo) ed una lettera in cui spiega il suo gesto, meditato e libero. I plichi giunsero nei giorni in cui Roberta era in coma in ospedale.
Riposa al Verano di Roma, accanto ai genitori ed al cognato.. I mesi di preparazione alla libera morte (Freitod, in tedesco) sono documentati dalla sua ultima opera letteraria, appunto il suo diario, intitolato La parola fine, diario di un suicidio. In uno dei suoi ultimi articoli, pubblicato sulla rivista DeA, Donne e Altri, intervenendo sul caso Eluana Englaro, rivendicava il diritto di scelta di ciascuno sui propri ultimi istanti di vita.

## Opere
- Ulrike Meinhof - Ammutinamento, introduzione di Roberta Tatafiore (Milano, 1980, Savelli Editore)
- Christiane Vera Felscherinow - Noi i ragazzi dello Zoo di Berlino, a cura di Roberta Tatafiore (Milano, 1981, Rizzoli)
- Sesso al lavoro - Da prostitute a sex workers, Milano, Il Saggiatore, 1994
- De bello fallico - Cronaca di una brutta legge sulla violenza sessuale, Nuovi equilibri, 1996 (il testo è stato pubblicato sotto licenza Creative Commons ed è liberamente scaricabile Archiviato il 26 maggio 2013 in Internet Archive. dal sito internet di Stampa Alternativa).
- Uomini di piacere… e donne che li comprano, Milano, Frontiera, 1998
- La parola fine, diario di un suicidio, Milano, Rizzoli, 2010 (pubblicato postumo)